# Joe Diffie
Joseph Logan Diffie, ameriški country pevec, * 28. december 1958, Tulsa, ZDA, † 29. marec 2020, Nashville.

## Otroštvo
Diffie se je rodil v glasbeni družini, kjer je bil oče Joe Riley kitarist, mati Flora pa pevka. Vztrajno je sledil materinim korakom in začel peti, ko je bil še majhen. Ko mu je bilo tri leta, sta njegova starša trdila, da ima dobro harmonično petje. Mladi Joe je bil tudi velik navdušenec nad zbirko očetovih plošč in jih je dnevno tudi poslušal. Srednjo šolo je obiskoval v Velmi. V prostem času je rad igral bejzbol, golf, nogomet in tek. Zaradi svojih odličnih tekaških sposobnosti je bil najboljši moški atlet na šoli. Srednjo šolo je uspešno zaključil in se vpisal na univerzo Cameron v Oklahomi, kjer je študiral medicino. Študija ni zaključil, saj se je leta 1977 poročil in ga opustil.

## Glasbena kariera
Diffiejeva poklicna glasbena pot se je razjasnila že v rani mladosti. Pri štirih letih je nastopil s tetino glasbeno skupino in tako imel svoj prvi javni nastop. V srednji šoli pa je tudi deloval v rockovski glasbeni skupini in v gospelovskem zboru. Za čas šolanja pa je imel tudi možnost nastopiti z bluegrass skupino Special Edition. Po nekaj letih dela na svojih pevskih in tekstopisnih sposobnostih je posnel svojo prvo pesem Love on the Rocks, pri kateri je dobil pomoč s strani country glasbenika Hanka Thompsona.
Leta 1986 se je zaposlil v tovarni Gibson kitar. Prosti čas je koristil za pisanje pesmi. Zaradi slednjega je postal priljubljen demo pevec in tekstopisec. Leta 1989 je s pomočjo glasbenice Holly Dunn posnel pesem There Goes My Heart Again, zaradi katere je postal znan na svetovni ravni. Tistega leta je postal vroče blago in povpraševanje po njem se je občutno povečalo. Slednje mu je dalo zagon, da je podpisal pogodbo z založbo Epic in izdal svoj prvenec A Thousand Winding Roads. Njegova poklicna glasbena pot je postala uspeh in sledile so uspešnice, kot so: Bigger Than the Beatles, So help Me Girl, Texas Sized Heartache, It’s Always Something in mnoge druge.
Joejeva strast do country glasbe je razvidna iz številnih pesmi, katere je napisal v svojem kariernem življenju. Njegove pesmi so bile posnete v različnih glasbenih studijih.

## Nagrade
Njegova strast do glasbe je bila razlog, da je v svojem življenju lahko osvojil nagrade. Vidnejši med njimi sta: Country Music Association Award leta 1993 za najboljše vokalno znanje v pesmi I Don’t Need Your Rocking Chair in nagrada Grammy za najboljše vokalno sodelovanje v country glasbi leta 1998

## Smrt
27. marca 2020 je Diffie sporočil, da je pozitiven na okužbo s koronavirusom. Dva dni pozneje je umrl zaradi posledic zapletov z boleznijo COVID-19.